# Zagrajden, Smolean
Zagrajden (în bulgară Загражден) este un sat în comuna Banite, regiunea Smolean,  Bulgaria. 

## Demografie
Componența etnică a satului Zagrajden
     Bulgari (94,2%)
     Nicio identificare (5,79%)
     Altele (0%)
La recensământul din 2011, populația satului Zagrajden era de 345 locuitori. Din punct de vedere etnic, majoritatea locuitorilor (94,2%) erau bulgari. Pentru 5,79% din locuitori nu este cunoscută apartenența etnică.